# Copa Sul-Americana de 2025
A Copa Sul-Americana de 2025, oficialmente CONMEBOL Sudamericana 2025, é a 24.ª edição da Copa Sul-Americana, o torneio secundário de futebol de clubes da América do Sul organizado pela Confederação Sul-Americana de Futebol (CONMEBOL). 
Realizada entre 5 de março e 22 de novembro de 2025, a final será disputada no Estádio Ramón Tahuichi Aguilera em Santa Cruz de la Sierra, Bolívia. Os vencedores ganharão o direito de jogar contra os vencedores da Copa Libertadores de 2025 na Recopa Sul-Americana de 2026. Eles também se classificarão automaticamente para a fase de grupos da Copa Libertadores de 2026.
O clube argentino Racing é o atual campeão, mas como se classificou para a fase de grupos da Copa Libertadores de 2025 como campeão da Copa Sul-Americana de 2024, só poderá defender o título se ficar em terceiro lugar no seu grupo da Copa Libertadores.

## Formato
Para esta edição, o formato seguiu o mesmo dos últimos dois anos. Os participantes foram distribuídos da seguinte forma:
- Na primeira fase, os times de todas as federações, exceto da Argentina e do Brasil, jogaram contra um time do mesmo país em chaves de jogo único, com o campo de casa determinado para o primeiro time do cruzamento sorteado. Os vencedores se classificaram para a fase de grupos, garantindo que pelo menos duas equipes de cada federação participem nesta fase.
- As equipes da Argentina e do Brasil foram incluídas na fase de grupos, assim como as quatro equipes eliminadas na terceira fase das preliminares da Copa Libertadores de 2025. Os vencedores de cada grupo se classificaram para as oitavas de final.
- As oito equipes classificadas em segundo lugar na fase de grupos e as oito terceiras na fase de grupos da Copa Libertadores de 2025 disputarão os playoffs das oitavas de final, em jogos de ida e volta. Os ganhadores desses confrontos enfrentarão os oito vencedores da fase de grupos.

## Equipes classificadas
As seguintes 44 equipes das 10 associações da CONMEBOL se classificaram para o torneio:
- Argentina e Brasil: 6 vagas cada
- Todas as outras associações: 4 vagas cada

A fase de entrada é determinada da seguinte forma:
- Fase de grupos: 12 equipes (equipes da Argentina e do Brasil)
- Primeira fase: 32 equipes (equipes de todas as outras associações)

| Associação            | Equipe (Vaga)           | Fase de entrada | Método de qualificação |
| --------------------- | ----------------------- | --------------- | --- |
| Argentina · (6 vagas) | Godoy Cruz              | Fase de grupos  | Melhor equipe da tabela acumulada da Copa de la Liga Profesional e da Primera División de 2024 a não se classificar para a Copa Libertadores de 2025     |
| Argentina · (6 vagas) | Independiente           | Fase de grupos  | 2.ª melhor equipe da tabela acumulada da Copa de la Liga Profesional e da Primera División de 2024 a não se classificar para a Copa Libertadores de 2025 |
| Argentina · (6 vagas) | Huracán                 | Fase de grupos  | 3.ª melhor equipe da tabela acumulada da Copa de la Liga Profesional e da Primera División de 2024 a não se classificar para a Copa Libertadores de 2025 |
| Argentina · (6 vagas) | Unión de Santa Fe       | Fase de grupos  | 4.ª melhor equipe da tabela acumulada da Copa de la Liga Profesional e da Primera División de 2024 a não se classificar para a Copa Libertadores de 2025 |
| Argentina · (6 vagas) | Lanús                   | Fase de grupos  | 5.ª melhor equipe da tabela acumulada da Copa de la Liga Profesional e da Primera División de 2024 a não se classificar para a Copa Libertadores de 2025 |
| Argentina · (6 vagas) | Defensa y Justicia      | Fase de grupos  | 6.ª melhor equipe da tabela acumulada da Copa de la Liga Profesional e da Primera División de 2024 a não se classificar para a Copa Libertadores de 2025 |
| Bolívia · (4 vagas)   | Universitario de Vinto  | Primeira fase   | Vice-campeão do Apertura de 2024 |
| Bolívia · (4 vagas)   | Aurora                  | Primeira fase   | Melhor equipe da tabela acumulada da Primera División de 2024 a não se classificar para a Copa Libertadores de 2025                                      |
| Bolívia · (4 vagas)   | Nacional Potosí         | Primeira fase   | 2.ª melhor equipe da tabela acumulada da Primera División de 2024 a não se classificar para a Copa Libertadores de 2025                                  |
| Bolívia · (4 vagas)   | GV San José             | Primeira fase   | 3.ª melhor equipe da tabela acumulada da Primera División de 2024 a não se classificar para a Copa Libertadores de 2025                                  |
| Brasil · (6 vagas)    | Cruzeiro                | Fase de grupos  | Melhor equipe da Série A de 2024 a não se classificar para a Copa Libertadores de 2025                                                                   |
| Brasil · (6 vagas)    | Vasco da Gama           | Fase de grupos  | 2.ª melhor equipe da Série A de 2024 a não se classificar para a Copa Libertadores de 2025                                                               |
| Brasil · (6 vagas)    | Vitória                 | Fase de grupos  | 3.ª melhor equipe da Série A de 2024 a não se classificar para a Copa Libertadores de 2025                                                               |
| Brasil · (6 vagas)    | Atlético Mineiro        | Fase de grupos  | 4.ª melhor equipe da Série A de 2024 a não se classificar para a Copa Libertadores de 2025                                                               |
| Brasil · (6 vagas)    | Fluminense              | Fase de grupos  | 5.ª melhor equipe da Série A de 2024 a não se classificar para a Copa Libertadores de 2025                                                               |
| Brasil · (6 vagas)    | Grêmio                  | Fase de grupos  | 6.ª melhor equipe da Série A de 2024 a não se classificar para a Copa Libertadores de 2025                                                               |
| Chile · (4 vagas)     | Palestino               | Primeira fase   | Melhor equipe da Primera División de 2024 a não se classificar para a Copa Libertadores de 2025                                                          |
| Chile · (4 vagas)     | Universidad Católica    | Primeira fase   | 2.ª melhor equipe da Primera División de 2024 a não se classificar para a Copa Libertadores de 2025                                                      |
| Chile · (4 vagas)     | Unión Española          | Primeira fase   | 3.ª melhor equipe da Primera División de 2024 a não se classificar para a Copa Libertadores de 2025                                                      |
| Chile · (4 vagas)     | Everton                 | Primeira fase   | 4.ª melhor equipe da Primera División de 2024 a não se classificar para a Copa Libertadores de 2025                                                      |
| Colômbia · (4 vagas)  | Millonarios             | Primeira fase   | Melhor equipe da tabela acumulada da Primera A de 2024 a não se classificar para a Copa Libertadores de 2025                                             |
| Colômbia · (4 vagas)  | Once Caldas             | Primeira fase   | 2.ª melhor equipe da tabela acumulada da Primera A de 2024 a não se classificar para a Copa Libertadores de 2025                                         |
| Colômbia · (4 vagas)  | Junior de Barranquilla  | Primeira fase   | 3.ª melhor equipe da tabela acumulada da Primera A de 2024 a não se classificar para a Copa Libertadores de 2025                                         |
| Colômbia · (4 vagas)  | América de Cali         | Primeira fase   | 4.ª melhor equipe da tabela acumulada da Primera A de 2024 a não se classificar para a Copa Libertadores de 2025                                         |
| Equador · (4 vagas)   | Universidad Católica    | Primeira fase   | Melhor equipe da tabela acumulada da Série A de 2024 a não se classificar para a Copa Libertadores de 2025                                               |
| Equador · (4 vagas)   | Aucas                   | Primeira fase   | 2.ª melhor equipe da tabela acumulada da Série A de 2024 a não se classificar para a Copa Libertadores de 2025                                           |
| Equador · (4 vagas)   | Mushuc Runa             | Primeira fase   | 3.ª melhor equipe da tabela acumulada da Série A de 2024 a não se classificar para a Copa Libertadores de 2025                                           |
| Equador · (4 vagas)   | Orense                  | Primeira fase   | 4.ª melhor equipe da tabela acumulada da Série A de 2024 a não se classificar para a Copa Libertadores de 2025                                           |
| Paraguai · (4 vagas)  | Guaraní                 | Primeira fase   | Melhor equipe da tabela acumulada da Primera División de 2024 a não se classificar para a Copa Libertadores de 2025                                      |
| Paraguai · (4 vagas)  | 2 de Mayo               | Primeira fase   | 2.ª melhor equipe da tabela acumulada da Primera División de 2024 a não se classificar para a Copa Libertadores de 2025                                  |
| Paraguai · (4 vagas)  | Sportivo Luqueño        | Primeira fase   | 3.ª melhor equipe da tabela acumulada da Primera División de 2024 a não se classificar para a Copa Libertadores de 2025                                  |
| Paraguai · (4 vagas)  | Sportivo Ameliano       | Primeira fase   | 4.ª melhor equipe da tabela acumulada da Primera División de 2024 a não se classificar para a Copa Libertadores de 2025                                  |
| Peru · (4 vagas)      | Cusco                   | Primeira fase   | Melhor equipe da tabela acumulada da Liga 1 de 2024 a não se classificar para a Copa Libertadores de 2025                                                |
| Peru · (4 vagas)      | Cienciano               | Primeira fase   | 2.ª melhor equipe da tabela acumulada da Liga 1 a não se classificar para a Copa Libertadores de 2025                                                    |
| Peru · (4 vagas)      | Atlético Grau           | Primeira fase   | 3.ª melhor equipe da tabela acumulada da Liga 1 a não se classificar para a Copa Libertadores de 2025                                                    |
| Peru · (4 vagas)      | ADT                     | Primeira fase   | 4.ª melhor equipe da tabela acumulada da Liga 1 a não se classificar para a Copa Libertadores de 2025                                                    |
| Uruguai · (4 vagas)   | Cerro Largo             | Primeira fase   | Melhor equipe da tabela acumulada da Primera División de 2024 a não se classificar para a Copa Libertadores de 2025                                      |
| Uruguai · (4 vagas)   | Danubio                 | Primeira fase   | 2.ª melhor equipe da tabela acumulada da Primera División de 2024 a não se classificar para a Copa Libertadores de 2025                                  |
| Uruguai · (4 vagas)   | Racing                  | Primeira fase   | 3.ª melhor equipe da tabela acumulada da Primera División de 2024 a não se classificar para a Copa Libertadores de 2025                                  |
| Uruguai · (4 vagas)   | Montevideo Wanderers    | Primeira fase   | 4.ª melhor equipe da tabela acumulada da Primera División de 2024 a não se classificar para a Copa Libertadores de 2025                                  |
| Venezuela · (4 vagas) | Metropolitanos          | Primeira fase   | Vice-campeão do Apertura de 2024 |
| Venezuela · (4 vagas) | Deportivo La Guaira     | Primeira fase   | Melhor equipe da tabela acumulada da Primera División de 2024 a não se classificar para a Copa Libertadores de 2025                                      |
| Venezuela · (4 vagas) | Academia Puerto Cabello | Primeira fase   | 3.ª melhor equipe da tabela acumulada da Primera División de 2024 a não se classificar para a Copa Libertadores de 2025                                  |
| Venezuela · (4 vagas) | Caracas                 | Primeira fase   | 4.ª melhor equipe da tabela acumulada da Primera División de 2024 a não se classificar para a Copa Libertadores de 2025                                  |

Notas
Mais 12 equipes eliminadas da Copa Libertadores de 2025 serão transferidas para a Copa Sul-Americana, entrando na fase de grupos e nos playoffs.
| Equipes eliminadas na terceira fase   | Fase de entrada |
| ------------------------------------- | --------------- |
| Deportes Iquique                      | Fase de grupos  |
| Boston River                          | Fase de grupos  |
| Melgar                                | Fase de grupos  |
| Corinthians                           | Fase de grupos  |
| Terceiros colocados da fase de grupos | Fase de entrada |
| Universidad de Chile                  | Playoffs        |
| Independiente del Valle               | Playoffs        |
| Central Córdoba                       | Playoffs        |
| Alianza Lima                          | Playoffs        |
| Atlético Bucaramanga                  | Playoffs        |
| Bahia                                 | Playoffs        |
| Bolívar                               | Playoffs        |
| San Antonio Bulo Bulo                 | Playoffs        |

## Calendário

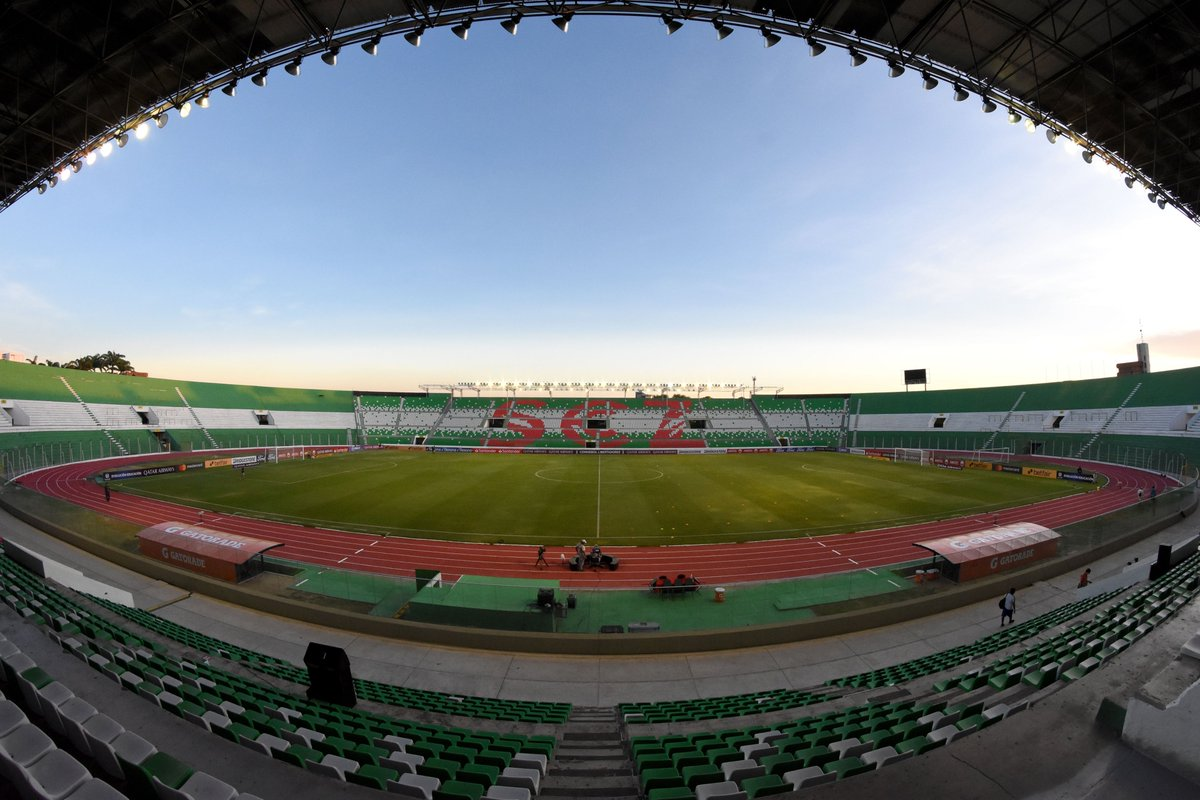
Estádio Ramón Tahuichi Aguilera em Santa Cruz de la Sierra, palco da final

| Fase            | Rodada           | Data do sorteio        | Ida               | Volta             |
| --------------- | ---------------- | ---------------------- | ----------------- | ----------------- |
| Classificatória | Fase 1           | 19 de dezembro de 2024 | 4–6 de março      | 4–6 de março      |
| Grupos          | Rodada 1         | 17 de março            | 1–3 de abril      | 1–3 de abril      |
| Grupos          | Rodada 2         | 17 de março            | 8–10 de abril     | 8–10 de abril     |
| Grupos          | Rodada 3         | 17 de março            | 22–24 de abril    | 22–24 de abril    |
| Grupos          | Rodada 4         | 17 de março            | 6–8 de maio       | 6–8 de maio       |
| Grupos          | Rodada 5         | 17 de março            | 13–15 de maio     | 13–15 de maio     |
| Grupos          | Rodada 6         | 17 de março            | 27–29 de maio     | 27–29 de maio     |
| Eliminatória    | Playoff          | Sem sorteio            | 15–17 de julho    | 22–24 de julho    |
| Eliminatória    | Oitavas de final | 2 de junho             | 12–14 de agosto   | 19–21 de agosto   |
| Eliminatória    | Quartas de final | 2 de junho             | 16–18 de setembro | 23–25 de setembro |
| Eliminatória    | Semifinais       | 2 de junho             | 21–23 de outubro  | 28–30 de outubro  |
| Eliminatória    | Final            | 2 de junho             | 22 de novembro    | 22 de novembro    |

## Transmissão
Em contrato firmado com a CONMEBOL para o Brasil, o SBT transmite a competição em sinal aberto. As exibições seguem com ESPN na TV fechada e com Disney+ e Paramount+ no streaming.

## Sorteio
O sorteio da primeira foi realizado em 19 de dezembro de 2024, no Centro de Convenções da CONMEBOL em Luque, no Paraguai. Um total de 32 equipes foram sorteadas em 16 chaves, sendo que as quatro equipes de cada associação nacional (exceto Argentina e Brasil) foram emparelhadas contra um adversário da mesma associação.
|               | Bolívia                                                                | Bolívia                                                                | Paraguai                                                                   | Paraguai                                                                   |
| ------------- | ---------------------------------------------------------------------- | ---------------------------------------------------------------------- | -------------------------------------------------------------------------- | -------------------------------------------------------------------------- |
| Primeira fase | - Universitario de Vinto - Aurora - Nacional Potosí - GV San José      | - Universitario de Vinto - Aurora - Nacional Potosí - GV San José      | - Guaraní - 2 de Mayo - Sportivo Luqueño - Sportivo Ameliano               | - Guaraní - 2 de Mayo - Sportivo Luqueño - Sportivo Ameliano               |
| Primeira fase | Chile                                                                  | Chile                                                                  | Peru                                                                       | Peru                                                                       |
| Primeira fase | - Palestino - Universidad Católica - Unión Española - Everton          | - Palestino - Universidad Católica - Unión Española - Everton          | - Cusco - Cienciano - Atlético Grau - ADT                                  | - Cusco - Cienciano - Atlético Grau - ADT                                  |
| Primeira fase | Colômbia                                                               | Colômbia                                                               | Uruguai                                                                    | Uruguai                                                                    |
| Primeira fase | - Millonarios - Once Caldas - Junior de Barranquilla - América de Cali | - Millonarios - Once Caldas - Junior de Barranquilla - América de Cali | - Cerro Largo - Danubio - Racing - Montevideo Wanderers                    | - Cerro Largo - Danubio - Racing - Montevideo Wanderers                    |
| Primeira fase | Equador                                                                | Equador                                                                | Venezuela                                                                  | Venezuela                                                                  |
| Primeira fase | - Universidad Católica - Aucas - Mushuc Runa - Orense                  | - Universidad Católica - Aucas - Mushuc Runa - Orense                  | - Metropolitanos - Deportivo La Guaira - Academia Puerto Cabello - Caracas | - Metropolitanos - Deportivo La Guaira - Academia Puerto Cabello - Caracas |

Para a disputa da fase de grupos, um novo sorteio foi realizado em 17 de março de 2025, também na sede da CONMEBOL, em Luque, junto com o sorteio da fase de grupos da Copa Libertadores de 2025. As equipes foram divididas através dos potes de acordo com o ranking de clubes da CONMEBOL em 16 de dezembro de 2024, com as quatro equipes transferidas da terceira fase da Libertadores alocadas no pote 4. Os 32 participantes foram distribuídos em oito grupos com quatro equipes cada.
Ranking de clubes da CONMEBOL de dezembro de 2024 em parêntesis:
| Fase de grupos | Pote 1 | Pote 2 |
| -------------- | --- | --- |
| Fase de grupos | - Atlético Mineiro (7) - Fluminense (10) - Grêmio (11) - Independiente (22) - Cruzeiro (26) - Lanús (30) - Defensa y Justicia (33) - América de Cali (40)                          | - Guaraní (47) - Palestino (55) - Caracas (58) - Vasco da Gama (66) - Huracán (70) - Universidad Católica (71) - Unión Española (79) - Godoy Cruz (80)   |
| Fase de grupos | Pote 3 | Pote 4 |
| Fase de grupos | - Once Caldas (96) - Racing (100) - Unión de Santa Fe (101) - Nacional Potosí (113) - Cienciano (118) - Sportivo Luqueño (123) - Academia Puerto Cabello (159) - Cerro Largo (192) | - Mushuc Runa (232) - Atlético Grau (250) - Vitória (256) - GV San José (—) - Deportes Iquique (L1) - Boston River (L2) - Melgar (L3) - Corinthians (L4) |

## Primeira fase
A primeira fase foi disputada por 32 equipes provenientes de Bolívia, Chile, Colômbia, Equador, Paraguai, Peru, Uruguai e Venezuela em partidas eliminatórias nacionais de jogo único. Em caso de empate, a vaga será definida na disputa por pênaltis.
As equipes que possuem o mando de campo estão à esquerda. Em negrito, as equipes que avançaram.
| Chave | Equipe 1                | Total       | Equipe 2             |
| ----- | ----------------------- | ----------- | -------------------- |
| BOL1  | Universitario de Vinto  | 0–1         | Nacional Potosí      |
| BOL2  | Aurora                  | 0–1         | GV San José          |
| CHI1  | Universidad Católica    | 1–1 (4–5 p) | Palestino            |
| CHI2  | Unión Española          | 2–2 (3–1 p) | Everton              |
| COL1  | Junior de Barranquilla  | 2–2 (3–4 p) | América de Cali      |
| COL2  | Once Caldas             | 1–0         | Millonarios          |
| ECU1  | Mushuc Runa             | 2–1         | Orense               |
| ECU2  | Universidad Católica    | 0–0 (4–2 p) | Aucas                |
| PAR1  | Sportivo Luqueño        | 2–0         | Sportivo Ameliano    |
| PAR2  | Guaraní                 | 2–0         | 2 de Mayo            |
| PER1  | ADT                     | 1–1 (5–6 p) | Cienciano            |
| PER2  | Atlético Grau           | 0–0 (4–2 p) | Cusco                |
| URU1  | Racing                  | 0–0 (4–2 p) | Montevideo Wanderers |
| URU2  | Cerro Largo             | 2–2 (4–3 p) | Danubio              |
| VEN1  | Academia Puerto Cabello | 3–0         | Metropolitanos       |
| VEN2  | Deportivo La Guaira     | 0–2         | Caracas              |

## Fase de grupos
Os vencedores de cada grupo avançaram para as oitavas de final, enquanto os segundo colocados disputam os playoffs contra os terceiro colocados da fase de grupos da Copa Libertadores da América de 2025.
Nessa fase, cada grupo foi disputado em turno e returno, todos contra todos. As equipes foram classificadas de acordo com os seguintes critérios:
1. Pontos (três pontos por vitória, um ponto por empate e nenhum ponto por derrota);
2. Saldo de gols;
3. Gols marcados;
4. Gols marcados fora de casa;
5. Ranking CONMEBOL.

### Grupo A
| Pos | Equipe          | Pts | J | V | E | D | GP | GC | SG  | Classificado     |     | IND | GUA | BOS | NPO |
| --- | --------------- | --- | - | - | - | - | -- | -- | --- | ---------------- | --- | --- | --- | --- | --- |
| 1   | Independiente   | 12  | 6 | 4 | 0 | 2 | 16 | 6  | +10 | Oitavas de final |     | —   | 1–0 | 2–1 | 7–0 |
| 2   | Guaraní         | 8   | 6 | 2 | 2 | 2 | 9  | 12 | −3  | Playoffs         |     | 2–1 | —   | 0–5 | 2–0 |
| 3   | Boston River    | 7   | 6 | 2 | 1 | 3 | 12 | 14 | −2  |                  |     | 1–5 | 3–3 | —   | 2–1 |
| 4   | Nacional Potosí | 7   | 6 | 2 | 1 | 3 | 8  | 13 | −5  |                  | 2–0 | 2–2 | 3–0 | —   |     |

### Grupo B
| Pos | Equipe               | Pts | J | V | E | D | GP | GC | SG | Classificado     |     | UCE | CLA | VIT | DYJ |
| --- | -------------------- | --- | - | - | - | - | -- | -- | -- | ---------------- | --- | --- | --- | --- | --- |
| 1   | Universidad Católica | 14  | 6 | 4 | 2 | 0 | 12 | 5  | +7 | Oitavas de final |     | —   | 3–1 | 1–0 | 3–1 |
| 2   | Cerro Largo          | 7   | 6 | 2 | 1 | 3 | 5  | 8  | −3 | Playoffs         |     | 1–3 | —   | 0–1 | 0–0 |
| 3   | Vitória              | 6   | 6 | 1 | 3 | 2 | 3  | 4  | −1 |                  |     | 1–1 | 0–1 | —   | 1–1 |
| 4   | Defensa y Justicia   | 4   | 6 | 0 | 4 | 2 | 4  | 7  | −3 |                  | 1–1 | 1–2 | 0–0 | —   |     |

### Grupo C
| Pos | Equipe          | Pts | J | V | E | D | GP | GC | SG  | Classificado     |     | HUR | AMC | COR | RCM |
| --- | --------------- | --- | - | - | - | - | -- | -- | --- | ---------------- | --- | --- | --- | --- | --- |
| 1   | Huracán         | 14  | 6 | 4 | 2 | 0 | 11 | 2  | +9  | Oitavas de final |     | —   | 0–0 | 1–0 | 5–0 |
| 2   | América de Cali | 8   | 6 | 1 | 5 | 0 | 6  | 4  | +2  | Playoffs         |     | 0–0 | —   | 1–1 | 1–1 |
| 3   | Corinthians     | 8   | 6 | 2 | 2 | 2 | 5  | 5  | 0   |                  |     | 1–2 | 1–1 | —   | 1–0 |
| 4   | Racing          | 1   | 6 | 0 | 1 | 5 | 3  | 14 | −11 |                  | 1–3 | 1–3 | 0–1 | —   |     |

### Grupo D
| Pos | Equipe           | Pts | J | V | E | D | GP | GC | SG | Classificado     |     | GOD | GRE | CAG | LUQ |
| --- | ---------------- | --- | - | - | - | - | -- | -- | -- | ---------------- | --- | --- | --- | --- | --- |
| 1   | Godoy Cruz       | 12  | 6 | 3 | 3 | 0 | 10 | 5  | +5 | Oitavas de final |     | —   | 2–2 | 2–2 | 2–0 |
| 2   | Grêmio           | 12  | 6 | 3 | 3 | 0 | 8  | 4  | +4 | Playoffs         |     | 1–1 | —   | 2–0 | 1–0 |
| 3   | Atlético Grau    | 4   | 6 | 0 | 4 | 2 | 5  | 9  | −4 |                  |     | 0–2 | 0–0 | —   | 2–2 |
| 4   | Sportivo Luqueño | 2   | 6 | 0 | 2 | 4 | 4  | 9  | −5 |                  | 0–1 | 1–2 | 1–1 | —   |     |

### Grupo E
| Pos | Equipe            | Pts | J | V | E | D | GP | GC | SG | Classificado     |     | MUS | PTN | CRU | USF |
| --- | ----------------- | --- | - | - | - | - | -- | -- | -- | ---------------- | --- | --- | --- | --- | --- |
| 1   | Mushuc Runa       | 16  | 6 | 5 | 1 | 0 | 12 | 4  | +8 | Oitavas de final |     | —   | 3–2 | 1–1 | 3–0 |
| 2   | Palestino         | 9   | 6 | 3 | 0 | 3 | 9  | 9  | 0  | Playoffs         |     | 0–2 | —   | 2–1 | 2–0 |
| 3   | Cruzeiro          | 5   | 6 | 1 | 2 | 3 | 5  | 7  | −2 |                  |     | 1–2 | 2–1 | —   | 0–0 |
| 4   | Unión de Santa Fe | 4   | 6 | 1 | 1 | 4 | 2  | 8  | −6 |                  | 0–1 | 1–2 | 1–0 | —   |     |

### Grupo F
| Pos | Equipe         | Pts | J | V | E | D | GP | GC | SG  | Classificado     |     | FLU | ONC | UES | GVS |
| --- | -------------- | --- | - | - | - | - | -- | -- | --- | ---------------- | --- | --- | --- | --- | --- |
| 1   | Fluminense     | 13  | 6 | 4 | 1 | 1 | 11 | 2  | +9  | Oitavas de final |     | —   | 2–0 | 2–0 | 5–0 |
| 2   | Once Caldas    | 12  | 6 | 4 | 0 | 2 | 8  | 6  | +2  | Playoffs         |     | 0–1 | —   | 1–0 | 2–1 |
| 3   | Unión Española | 5   | 6 | 1 | 2 | 3 | 6  | 7  | −1  |                  |     | 1–1 | 0–2 | —   | 4–0 |
| 4   | GV San José    | 4   | 6 | 1 | 1 | 4 | 5  | 15 | −10 |                  | 1–0 | 2–3 | 1–1 | —   |     |

### Grupo G
| Pos | Equipe                  | Pts | J | V | E | D | GP | GC | SG | Classificado     |     | LAN | VAS | MEL | APC |
| --- | ----------------------- | --- | - | - | - | - | -- | -- | -- | ---------------- | --- | --- | --- | --- | --- |
| 1   | Lanús                   | 12  | 6 | 3 | 3 | 0 | 9  | 4  | +5 | Oitavas de final |     | —   | 1–0 | 3–0 | 2–2 |
| 2   | Vasco da Gama           | 8   | 6 | 2 | 2 | 2 | 8  | 8  | 0  | Playoffs         |     | 0–0 | —   | 3–0 | 1–0 |
| 3   | Melgar                  | 7   | 6 | 2 | 1 | 3 | 5  | 10 | −5 |                  |     | 0–1 | 3–3 | —   | 1–0 |
| 4   | Academia Puerto Cabello | 5   | 6 | 1 | 2 | 3 | 8  | 8  | 0  |                  | 2–2 | 4–1 | 0–1 | —   |     |

### Grupo H
| Pos | Equipe           | Pts | J | V | E | D | GP | GC | SG | Classificado     |     | CIE | ATM | CAR | IQU |
| --- | ---------------- | --- | - | - | - | - | -- | -- | -- | ---------------- | --- | --- | --- | --- | --- |
| 1   | Cienciano        | 10  | 6 | 2 | 4 | 0 | 12 | 6  | +6 | Oitavas de final |     | —   | 0–0 | 3–1 | 4–0 |
| 2   | Atlético Mineiro | 9   | 6 | 2 | 3 | 1 | 11 | 6  | +5 | Playoffs         |     | 1–1 | —   | 3–1 | 4–0 |
| 3   | Caracas          | 8   | 6 | 2 | 2 | 2 | 9  | 11 | −2 |                  |     | 2–2 | 1–1 | —   | 2–1 |
| 4   | Deportes Iquique | 4   | 6 | 1 | 1 | 4 | 7  | 16 | −9 |                  | 2–2 | 3–2 | 1–2 | —   |     |

## Fase final
Após as partidas das fase de grupos, um playoff foi realizado entre os segundos colocados e as equipes eliminadas na fase correspondente da Copa Libertadores. Um sorteio foi realizado em 2 de junho na sede da CONMEBOL, em Luque, no Paraguai, para definir os confrontos a partir das oitavas de final e o chaveamento até a final.
As equipes que finalizaram em primeiro lugar na fase de grupos ("Pote 1" no sorteio) enfrentam as equipes vencedoras dos playoffs ("Pote 2"), não havendo restrições nos confrontos, portanto podendo ser sorteadas equipes de um mesmo país ou que integraram o mesmo grupo na fase anterior. A pontuação obtida na fase de grupos serve para a definição dos mandos de campo até a semifinal, com as equipes melhores posicionadas sempre realizando o jogo de volta como mandante, sendo numerados de 1 a 24.
Equipes classificadas
| Nº | 1.º colocado da fase de grupos (oitavas de final) | Pts | SG  | Gr. |
| -- | ------------------------------------------------- | --- | --- | --- |
| 1  | Mushuc Runa                                       | 16  | +8  | E   |
| 2  | Huracán                                           | 14  | +9  | C   |
| 3  | Universidad Católica                              | 14  | +7  | B   |
| 4  | Fluminense                                        | 13  | +9  | F   |
| 5  | Independiente                                     | 12  | +10 | A   |
| 6  | Godoy Cruz                                        | 12  | +5  | D   |
| 7  | Lanús                                             | 12  | +5  | G   |
| 8  | Cienciano                                         | 10  | +6  | H   |

| Nº | 2.º colocado da fase de grupos (playoffs) | Pts | SG | Gr. |
| -- | ----------------------------------------- | --- | -- | --- |
| 9  | Grêmio                                    | 12  | +4 | D   |
| 10 | Once Caldas                               | 12  | +2 | F   |
| 11 | Atlético Mineiro                          | 9   | +5 | H   |
| 12 | Palestino                                 | 9   | 0  | E   |
| 13 | América de Cali                           | 8   | +2 | C   |
| 14 | Vasco da Gama                             | 8   | 0  | G   |
| 15 | Guaraní                                   | 8   | –3 | A   |
| 16 | Cerro Largo                               | 7   | –3 | B   |

| Nº | Eliminados da Copa Libertadores (playoffs) | Pts | SG  | Gr. |
| -- | ------------------------------------------ | --- | --- | --- |
| 17 | Central Córdoba                            | 11  | 0   | C   |
| 18 | Universidad de Chile                       | 10  | +2  | A   |
| 19 | Independiente del Valle                    | 8   | −3  | B   |
| 20 | Bahia                                      | 7   | –2  | F   |
| 21 | Bolívar                                    | 6   | +1  | G   |
| 22 | Atlético Bucaramanga                       | 6   | –4  | E   |
| 23 | San Antonio Bulo Bulo                      | 6   | −10 | H   |
| 24 | Alianza Lima                               | 5   | –4  | D   |

### Playoffs
Equipe 1 possui o mando de campo no primeiro jogo e em negrito as equipes classificadas.
| Chave | Equipe 1                | Total       | Equipe 2         | 1.º jogo | 2.º jogo |
| ----- | ----------------------- | ----------- | ---------------- | -------- | -------- |
| A     | Alianza Lima            | 3–1         | Grêmio           | 2–0      | 1–1      |
| B     | San Antonio Bulo Bulo   | 0–7         | Once Caldas      | 0–3      | 0–4      |
| C     | Atlético Bucaramanga    | 1–1 (1–3 p) | Atlético Mineiro | 0–1      | 1–0      |
| D     | Bolívar                 | 6–0         | Palestino        | 3–0      | 3–0      |
| E     | Bahia                   | 0–2         | América de Cali  | 0–0      | 0–2      |
| F     | Independiente del Valle | 5–1         | Vasco da Gama    | 4–0      | 1–1      |
| G     | Universidad de Chile    | 6–2         | Guaraní          | 5–0      | 1–2      |
| H     | Central Córdoba         | 3–0         | Cerro Largo      | 0–0      | 3–0      |

### Esquema
As equipes que estão na parte superior do confronto possuem o mando de campo no primeiro jogo e em negrito as equipes classificadas.
|  | Oitavas de final              | Oitavas de final  | Oitavas de final  | Oitavas de final  |                         |  | Quartas de final    | Quartas de final    | Quartas de final    | Quartas de final    |  |  | Semifinais         | Semifinais         | Semifinais         | Semifinais         |  |  | Final          | Final          |
|  | 12 a 21 de agosto             | 12 a 21 de agosto | 12 a 21 de agosto | 12 a 21 de agosto |                         |  | 16 a 25 de setembro | 16 a 25 de setembro | 16 a 25 de setembro | 16 a 25 de setembro |  |  | 21 a 30 de outubro | 21 a 30 de outubro | 21 a 30 de outubro | 21 a 30 de outubro |  |  | 22 de novembro | 22 de novembro |
|  |                               |                   |                   |                   |                         |  |                     |                     |                     |                     |  |  |                    |                    |                    |                    |  |  |                |                |
|  | Alianza Lima                  | 2                 |                   |                   |                         |  |                     |                     |                     |                     |  |  |                    |                    |                    |                    |  |  |                |                |
|  | Universidad Católica          | 0                 |                   |                   |                         |  |                     |                     |                     |                     |  |  |                    |                    |                    |                    |  |  |                |                |
|  | Universidad Católica          | 0                 |                   |                   |                         |  |                     |                     |                     |                     |  |  |                    |                    |                    |                    |  |  |                |                |
|  |                               |                   |                   |                   |                         |  |                     |                     |                     |                     |  |  |                    |                    |                    |                    |  |  |                |                |
|  |                               |                   |                   |                   |                         |  |                     |                     |                     |                     |  |  |                    |                    |                    |                    |  |  |                |                |
|  | Universidad de Chile          | 1                 |                   |                   |                         |  |                     |                     |                     |                     |  |  |                    |                    |                    |                    |  |  |                |                |
|  | Universidad de Chile          | 1                 |                   |                   |                         |  |                     |                     |                     |                     |  |  |                    |                    |                    |                    |  |  |                |                |
|  | Independiente                 | 0                 |                   |                   |                         |  |                     |                     |                     |                     |  |  |                    |                    |                    |                    |  |  |                |                |
|  | Independiente                 | 0                 |                   |                   |                         |  |                     |                     |                     |                     |  |  |                    |                    |                    |                    |  |  |                |                |
|  |                               |                   |                   |                   |                         |  |                     |                     |                     |                     |  |  |                    |                    |                    |                    |  |  |                |                |
|  |                               |                   |                   |                   |                         |  |                     |                     |                     |                     |  |  |                    |                    |                    |                    |  |  |                |                |
|  | Central Córdoba               | 1                 |                   |                   |                         |  |                     |                     |                     |                     |  |  |                    |                    |                    |                    |  |  |                |                |
|  | Central Córdoba               | 1                 |                   |                   |                         |  |                     |                     |                     |                     |  |  |                    |                    |                    |                    |  |  |                |                |
|  | Lanús                         | 0                 |                   |                   |                         |  |                     |                     |                     |                     |  |  |                    |                    |                    |                    |  |  |                |                |
|  | Lanús                         | 0                 | Argentina         |                   |                         |  |                     |                     |                     |                     |  |  |                    |                    |                    |                    |  |  |                |                |
|  |                               |                   |                   |                   |                         |  |                     |                     |                     |                     |  |  |                    |                    |                    |                    |  |  |                |                |
|  |                               | Fluminense        |                   |                   |                         |  |                     |                     |                     |                     |  |  |                    |                    |                    |                    |  |  |                |                |
|  | América de Cali               | 1                 | 0                 | 1                 |                         |  |                     |                     |                     |                     |  |  |                    |                    |                    |                    |  |  |                |                |
|  | América de Cali               | 1                 | 0                 | 1                 |                         |  |                     |                     |                     |                     |  |  |                    |                    |                    |                    |  |  |                |                |
|  | Fluminense                    | 2                 | 2                 | 4                 |                         |  |                     |                     |                     |                     |  |  |                    |                    |                    |                    |  |  |                |                |
|  | Fluminense                    | 2                 | 2                 | 4                 |                         |  |                     |                     |                     |                     |  |  |                    |                    |                    |                    |  |  |                |                |
|  |                               |                   |                   |                   |                         |  |                     |                     |                     |                     |  |  |                    |                    |                    |                    |  |  |                |                |
|  |                               |                   |                   |                   |                         |  |                     |                     |                     |                     |  |  |                    |                    |                    |                    |  |  |                |                |
|  | Bolívar                       | 2                 |                   |                   |                         |  |                     |                     |                     |                     |  |  |                    |                    |                    |                    |  |  |                |                |
|  | Bolívar                       | 2                 |                   |                   |                         |  |                     |                     |                     |                     |  |  |                    |                    |                    |                    |  |  |                |                |
|  | Cienciano                     | 0                 |                   |                   |                         |  |                     |                     |                     |                     |  |  |                    |                    |                    |                    |  |  |                |                |
|  | Cienciano                     | 0                 |                   |                   |                         |  |                     |                     |                     |                     |  |  |                    |                    |                    |                    |  |  |                |                |
|  |                               |                   |                   |                   |                         |  |                     |                     |                     |                     |  |  |                    |                    |                    |                    |  |  |                |                |
|  |                               |                   |                   |                   |                         |  |                     |                     |                     |                     |  |  |                    |                    |                    |                    |  |  |                |                |
|  | Atlético Mineiro              | 2                 |                   |                   |                         |  |                     |                     |                     |                     |  |  |                    |                    |                    |                    |  |  |                |                |
|  | Atlético Mineiro              | 2                 |                   |                   |                         |  |                     |                     |                     |                     |  |  |                    |                    |                    |                    |  |  |                |                |
|  | Godoy Cruz                    | 1                 |                   |                   |                         |  |                     |                     |                     |                     |  |  |                    |                    |                    |                    |  |  |                |                |
|  | Godoy Cruz                    | 1                 |                   |                   |                         |  |                     |                     |                     |                     |  |  |                    |                    |                    |                    |  |  |                |                |
|  |                               |                   |                   |                   |                         |  |                     |                     |                     |                     |  |  |                    |                    |                    |                    |  |  |                |                |
|  |                               |                   |                   |                   |                         |  |                     |                     |                     |                     |  |  |                    |                    |                    |                    |  |  |                |                |
|  | Independiente del Valle (pen) | 1                 | 1                 | 2 (4)             |                         |  |                     |                     |                     |                     |  |  |                    |                    |                    |                    |  |  |                |                |
|  | Independiente del Valle (pen) | 1                 | 1                 | 2 (4)             |                         |  |                     |                     |                     |                     |  |  |                    |                    |                    |                    |  |  |                |                |
|  | Mushuc Runa                   | 0                 | 2                 | 2 (2)             |                         |  |                     |                     |                     |                     |  |  |                    |                    |                    |                    |  |  |                |                |
|  | Mushuc Runa                   | 0                 | 2                 | 2 (2)             | Independiente del Valle |  |                     |                     |                     |                     |  |  |                    |                    |                    |                    |  |  |                |                |
|  |                               |                   |                   |                   |                         |  |                     |                     |                     |                     |  |  |                    |                    |                    |                    |  |  |                |                |
|  |                               | Once Caldas       |                   |                   |                         |  |                     |                     |                     |                     |  |  |                    |                    |                    |                    |  |  |                |                |
|  | Once Caldas                   | 1                 | 3                 | 4                 |                         |  |                     |                     |                     |                     |  |  |                    |                    |                    |                    |  |  |                |                |
|  | Once Caldas                   | 1                 | 3                 | 4                 |                         |  |                     |                     |                     |                     |  |  |                    |                    |                    |                    |  |  |                |                |
|  | Huracán                       | 0                 | 1                 | 1                 |                         |  |                     |                     |                     |                     |  |  |                    |                    |                    |                    |  |  |                |                |

### Final
Em maio de 2025, a CONMEBOL anunciou a cidade de Santa Cruz de la Sierra, maior e mais populosa cidade da Bolívia, como sede da final. O Estádio Ramón Tahuichi Aguilera foi o local escolhido para a definição da competição.
| 22 de novembro |  | – |  | Estádio Ramón Tahuichi Aguilera, Santa Cruz |
| (UTC−4)        |  |   |  |                                             |

## Estatísticas
| Pos. | Jogador         | Equipe                  | Gols |
| ---- | --------------- | ----------------------- | ---- |
| 1    | Dayro Moreno    | Once Caldas             | 8    |
| 2    | Ismael Díaz     | Universidad Católica    | 6    |
| 2    | Junior Paredes  | Academia Puerto Cabello | 6    |
| 4    | Gaspar Gentile  | Cienciano Alianza Lima  | 5    |
| 4    | Pablo Vegetti   | Vasco da Gama           | 5    |
| 6    | Carlos Orejuela | Mushuc Runa             | 4    |
| 6    | Diego Diellos   | Nacional Potosí         | 4    |
| 6    | Junior Marabel  | Palestino               | 4    |
| 6    | Pablo Aránguiz  | Unión Española          | 4    |

| Pos. | Jogador          | Equipe                  | Assists. |
| ---- | ---------------- | ----------------------- | -------- |
| 1    | Matko Miljevic   | Huracán                 | 5        |
| 2    | Agustín Manzur   | Guaraní                 | 3        |
| 2    | Alejandro García | Once Caldas             | 3        |
| 2    | Carlos Orejuela  | Mushuc Runa             | 3        |
| 2    | Ender Echenique  | Caracas                 | 3        |
| 2    | Gerardo Padrón   | Academia Puerto Cabello | 3        |
| 2    | Gonzalo Abrego   | Godoy Cruz              | 3        |
| 2    | Michael Barrios  | Once Caldas             | 3        |
| 2    | William Mendieta | Guaraní                 | 3        |

### Hat-tricks
| Jogador      | Clube       | Placar  | Adversário  | Data        | Ref.   |
| ------------ | ----------- | ------- | ----------- | ----------- | ------ |
| Dayro Moreno | Once Caldas | 3–2 (F) | GV San José | 22 de abril | [ 23 ] |

## Maiores públicos
Esses são os dez maiores públicos do campeonato:
| Nº | Público | Mandante             | Placar | Visitante       | Estádio           | Data         | Fase     | Ref.   |
| -- | ------- | -------------------- | ------ | --------------- | ----------------- | ------------ | -------- | ------ |
| 1  | 46 237  | Grêmio               | 1–1    | Alianza Lima    | Arena do Grêmio   | 23 de julho  | Playoffs | [ 24 ] |
| 2  | 44 105  | Universidad de Chile | 1–0    | Independiente   | Nacional do Chile | 13 de agosto | Oitavas  | [ 25 ] |
| 3  | 40 591  | Corinthians          | 1–2    | Huracán         | Neo Química Arena | 2 de abril   | Grupo C  | [ 26 ] |
| 4  | 39 865  | Universidad de Chile | 5–0    | Guaraní         | Nacional do Chile | 17 de julho  | Playoffs | [ 27 ] |
| 5  | 39 846  | Corinthians          | 1–1    | América de Cali | Neo Química Arena | 6 de maio    | Grupo C  | [ 28 ] |
| 6  | 39 074  | Corinthians          | 1–0    | Racing          | Neo Química Arena | 24 de abril  | Grupo C  | [ 29 ] |
| 7  | 36 368  | Fluminense           | 2–0    | América de Cali | Maracanã          | 19 de agosto | Oitavas  | [ 30 ] |
| 8  | 33 668  | Fluminense           | 2–0    | Once Caldas     | Maracanã          | 29 de maio   | Grupo F  | [ 31 ] |
| 9  | 33 424  | América de Cali      | 1–2    | Fluminense      | Pascual Guerrero  | 12 de agosto | Oitavas  | [ 32 ] |
| 10 | 32 744  | América de Cali      | 1–1    | Corinthians     | Pascual Guerrero  | 8 de abril   | Grupo C  | [ 33 ] |